# Wojciech Janota
Wojciech Janota (ur. 29 sierpnia 1947, zm. 2 maja 2021 w Chorzowie) – polski literat, pracownik redakcji Wydawnictwa „Śląsk”, kierownik Pracowni Śląskiej w Bibliotece Śląskiej w Katowicach, przewodnik górski, badacz dziejów Katowic i Górnego Śląska.
Był literatem oraz od 1969 przewodnikiem górskim po Beskidach. Pracował w redakcji Wydawnictwa „Śląsk”, a następnie przez wiele lat kierował Pracownią Śląską w Bibliotece Śląskiej. Redagował coroczne zestawienia czasopism wydawanych w województwie śląskim oraz „Bibliografię Bieżącą Województwa Śląskiego”.
Był członkiem Studenckiego Koła Przewodników Beskidzkich oraz Akademickiego Koła Turystycznego „Gronie”. Autor książki Katowice między wojnami (Łódź 2010, wyd. Księży Młyn). Autor wystawy z 2009 o ks. Jerzym Pawliku. Publikował artykuły popularnonaukowe w miesięczniku „Śląsk”.
Pochowany na cmentarzu przy ul. H. Sienkiewicza w Katowicach.

## Wybrane publikacje
- Z czarnego kraju. Górny Śląsk w reportażu międzywojennym, Katowice 1981
- Górny Śląsk przed stu laty: jak o nim gazety owoczesne pisały, Katowice 1984 (jako współautor)
- Z dziejów harcerstwa śląskiego. Rozwój i działalność harcerstwa na Górnym Śląsku w latach 1920–1945, Katowice 1986 (jako redaktor)
- Północna podróż, Katowice 1988
- Katowice Wojciecha Korfantego, Katowice 1989
- Bogucice, Załęże et nova villa Katowice: rozwój w czasie i przestrzeni, Katowice 1993 (jako współautor)
- Każdy ma swój życiorys. Eseje i felietony Wilhelma Szewczyka (wyboru dokonali Grażyna Szewczyk, Wojciech Janota), Katowice 1996
- Pomnik Poległych Powstańców Śląskich w Katowicach. Historia i polityka, „Niepodległość i Pamięć” 1997, nr 4/2 (8)
- Przechodniu, powiedz Polsce... Obrona Katowic we wrześniu 1939 roku. Bibliografia wybrana. Kalendarium (zestawił Wojciech Janota), Katowice 2004
- Z księgozbioru Wojciecha Korfantego, „Książnica Śląska” 2001–2003, t. 28
- Dla Śląska. Szkice o sławnych Polakach, Katowice 2008
- Katowice w literaturze polskiej, Katowice 2008
- Katowice między wojnami. Miasto i jego sprawy 1922–1939, Łódź 2010
- Lwowskie tablice pamiątkowe 1920–1939 i Krzyże Obrony Lwowa, Katowice 2018